# Белецкий, Сергей Васильевич
Серге́й Васи́льевич Беле́цкий (21 августа 1953, Ленинград —  19 февраля 2022, Санкт-Петербург) — советский и российский археолог, историк. Доктор исторических наук, ведущий научный сотрудник Отдела славяно-финской археологии Института истории материальной культуры АН СССР (РАН).

## Биография
Мать — Александра Семеновна Косцова (09.05.1920—16.07.2006), сотрудница Эрмитажа, проработала в Отделе истории русской культуры более полувека. Хранитель эрмитажного собрания древнерусских икон и книг. Автор около 100 публикаций. Отец — Василий Дмитриевич Белецкий (19.10.1919—08.01.1997), археолог, доктор исторических наук, более 40 лет посвятивший изучению истории древнего Пскова.
Окончил кафедру археологии исторического факультета Ленинградского государственного университета имени А. А. Жданова в 1976 году.
Тема кандидатской диссертации: «Керамика Псковской земли второй половины I — начала II тысячелетий н. э. как исторический источник (культурная стратиграфия региона)» (1980; научный руководитель академик В. В. Седов). Докторская диссертация: «Сфрагистика Пскова XIV—XV вв. (Материалы для истории властных структур в средневековом городе)» (1995).
В 1970—1971 годах работал в Государственном Эрмитаже, в мастерской реставрации монументальной живописи, в 1979—1989 годах — в отделе археологических сводов Института археологии АН СССР, с 1989 года — в Институте истории материальной культуры АН СССР (РАН) и на кафедре музееведения в СПбГУКИ.
Основной круг научных интересов: русское средневековье, вспомогательные исторические дисциплины (сфрагистика, геральдика), археологический фольклор.
Скончался утром 19 февраля 2022 года в реанимации от COVID-19.

## Основные работы
Монографии:
- Начало Пскова. — СПб., 1996. — С. 5—90.
- Введение в генеалогию: Учебное пособие для студентов специальности «Музейное дело и охрана памятников истории и культуры». — СПб., 1997. — С. 3—107.
- Знаки Рюриковичей. Часть первая: X—XI вв. // Исследования и музеефикация древностей Северо-Запада. 2. — СПб., 2000. — С. 3—120.
- Знаки Рюриковичей. Часть вторая: Знаки XII—XIII вв. на памятниках сфрагистики (материалы к своду) // Исследования и музеефикация древностей Северо-Запада. 3. — СПб., 2001. — С. 3—187.
- Введение в русскую допетровскую сфрагистику // Исследования и музеефикация древностей Северо-Запада. 4. — СПб., 2001. — С. 3—192.
- Специальные исторические дисциплины: Учебное пособие. — СПб., 2003 (в соавт. с И. В. Воронцовой, З. В. Дмитриевой, Е. В. Крушельницкой, С. Н. Травкиным, М. М. Кромом, М. Ю. Медведевым, А. А. Селиным; авторский текст — с. 248—367).
- Пушкиногорье до Пушкина: историко-археологические очерки. — Пушкинские Горы—М., 2004. — 320 с. — (Михайловская пушкиниана. — Вып. 31).

Статьи:
- Знаки Рюриковичей на пломбах из Дрогичина (по материалам свода К. В. Болсуновского) // Stratum plus. 6. — СПб.; Кишинев; Одесса; Бухарест. 1999.
- Подвески с изображением древнерусских княжеских знаков // Ладога и Глеб Лебедев: Восьмые чтения памяти Анны Мачинской. — СПб., 2004. — С. 243—319.
- Песни археологических экспедиций как объект музеефикации (к постановке проблемы). Часть 1 // Вестник СПбГУКИ. — 2005. — № 1 (3). — С. 110—134; Часть 2 // Вестник СПбГУКИ. — 2006. — № 1 (4). — С. 112—136.
- О нижнем слое Труворова городища (заметки на полях монографии В. В. Седова) // Stratum plus. 5. — СПб.; Кишинев; Одесса; Бухарест. 2006 (в соавт. с Ю. М. Лесманом).
- Ещё раз о культурной стратиграфии нижнего слоя Псковского городища и возникновении города Пскова // Swiat Slowian wczesnego sredniowiecza. — Szczecin; Wroclaw, 2006. P. 107—130.
- «Пятно» русских князей: «тамга» или «герб»? // Записки ИИМК РАН. — Вып. 3. — СПб, 2008. — С. 203—209.
- Сельское кладбище конца XVII — середины XVIII вв. на городище Воронич // Stratum plus. 5. — СПб.; Кишинев; Одесса; Бухарест, 2009. — С. 84—163.
- Новые находки памятников древнерусской сфрагистики в Старой Ладоге // Археология и история Литвы и северо-запада России в раннем и позднем средневековье: Доклады Международного российско-литовского семинара. Санкт-Петербург, 4—8 декабря 2006 г. — СПб., 2009. — С. 21—51 (в соавт. с А. Н. Кирпичниковым).
- Крамбамбули. Из истории студенческого песенного фольклора в России // Хорошие дни: Памяти А. С. Хорошева. — М., 2009.
- Псков в I — начале II тысячелетия н. э. // Российский археологический ежегодник. № 1. — СПб.: Изд-во С.-Петерб. ун-та, 2011. — С. 361—396.
- Древнерусские княжеские знаки в гончарных клеймах // Археология и история Пскова и Псковской земли. — Вып. 29. — М., Псков, СПб.: Нестор-История, 2014.